# Cráton Sul-riograndense
O Cráton Sul-riograndense é um antigo cráton que aflora na Região Sul do Brasil. Suas características paleogeográficas levaram à conclusão de que esteve ligado às ilhas da Oceania anteriormente à fragmentação supercontinental. Posteriormente, novas fragmentações e a ampliação dos espaços das antigas bacias hidrográficas dos crátons do supercontinente Gondwana culminaram no enriquecimento da flora brasileira, sendo o Cráton Sul-riograndense o que mais se diferencia de sua configuração original dentre os que abrangem o território brasileiro.
Em altitudes médias que variam de 50 a 200 metros, uma das peculiaridades de sua superfície é a considerável presença da floresta ombrófila mista submontana. Propicia assim a formação de uma floresta secundária onde são encontrados exemplares de espécies como a Araucaria angustifolia.